# Голашевская, Мария
Мари́я Голаше́вская (польск. Maria Gołaszewska; 29 июня 1926, Кужелюв, Влощовский повет, Свентокшиское воеводство, Польская Республика — 6 ноября 2015) — польский философ.

## Жизнь и научная деятельность
С 1935 года Мария Голашевская воспитывалась в Кельце, куда ее отец (инженер-лесник, получивший образование в высшем Политехническом училище в Санкт-Петербурге) переехал с семьей из-за плохого здоровья. Там же она окончила гимназию и лицей Благословенной Кинги (частично на тайных собраниях во время оккупации). В 1945—1950 годах училась на гуманитарном факультете Ягеллонского университета в Кракове, специализируясь на философии.
В 1947 году вышла замуж за Тадеуша Голашевского — тогдашнего студента филологии, впоследствии профессора Ягеллонского университета.
Мария Голашевская училась под руководством Романа Инградена, а впоследствии много лет сотрудничала с ним. Под его руководством, она получила степень магистра и доктора философии (работа «Творчество против личности творца. Анализ творческого процесса» (польск. «Twórczość a osobowość twórcy. Analiza procesu twórczego»), представлена в Люблинском Католическом университете в 1956 году). Позднее защитила работу «Философские основы литературной критики» (польск. «Filozoficzne podstawy krytyki literackiej»), которая хабилитировала её докторскую степень. С 1974 года профессор Ягеллонского университета.
Научные интересы Марии Голашевской были сосредоточены на эстетике, общей аксиологии и философской антропологии. Отойдя от феноменологии в представлении Романа Ингардена и от идеализма Платоновского типа, она стала заниматься синтезом теоретического мышления и чувственного и внутреннего опыта. Внесла значительный вклад в теорию эстетических ценностей.
Написала более 20 книг, около 160 научных статей и научно-популярных публикаций, изданных на польском и на других языках. В 1971—1996 годах была редактором «Малой библиотеки эстетики» (40 томов), а также инициатором и редактором серии «Эстетика в мире» (пять томов, изданных в 1985—1996 годах).
Благодаря её усилиям, в 1981 году в Институте философии Ягеллонского университета была открыта кафедра эстетики. Этим институтом она руководила в течение 15 лет до выхода на пенсию в 1996 году. Она была организатором ежегодных общенациональных эстетических семинаров (проводимых ежегодно с 1971 года) и международных эстетических конференций, проводимых каждые несколько лет.
С 1951 года была членом Польского Философского Общества, начиная с 1995 года Лодзинского Научного Общества, с 1984 года — почетный член Британского общества эстетики и Эллинского сообщества философии. В течение десяти лет (1960—1970) она занимала должность научного секретаря секции эстетики в польском философском обществе. Состояла членом комиссии философских наук Польской Академии Наук.

## Избранные публикации
- Twórczość a osobowość twórcy. Analiza procesu twórczego, Lublin 1958, s 330
- Filozoficzne podstawy krytyki literackiej, Warszawa 1963, PWN, s 369
- Świadomość piękna. Problematyka genezy, struktury, funkcji i wartości w estetyce, Warszawa 1970, PWN, s 583;
- Zarys Estetyki. Problematyka, metody, teorie. Kraków 1973, 1964, 1966, W.L.
- Człowiek w zwierciadle sztuki. Studium z pogranicza estetyki i antropologii filozoficznej, Warszawa 1977.
- Kultura estetyczna, 1979, 1986, s. 100
- Estetyka rzeczywistości, 1984, Wyd. PAX, s 250
- Istota i istnienie wartości. Studium o wartościach estetycznych na tle sytuacji aksjologicznej, Warszawa 1990, PWN, s 377
- Imiona miłości. Nowożytna myśl o życiu erotycznym, Kraków 1992, s 174
- Poetyka idei ogólnych, Kraków 1992, Wyd. UJ, s 174;
- Fascynacja złem. Eseje z teorii wartości, Kraków-Warszawa 1994, PWN, s 250;
- Estetyka pięciu zmysłów, 1997, PWN, s 231.